# 蘇鎮區 (愛荷華州莫諾納縣)
蘇鎮區（英語：Sioux Township）是位於美國愛荷華州莫諾納縣的一個行政鎮區。

## 地方資料
根據2010年美國人口普查的數據，蘇鎮區的面積為93.10平方千米，當中陸地面積為92.92平方千米，而水域面積為0.18平方千米。當地共有人口68人，而人口密度為每平方千米0.73人。